# نيكولاس فينتر
نيكولاس فينتر (بالإنجليزية: Nicholas Winter)‏ (19 يونيو 1993 في أستراليا - ) هو لاعب كريكت أسترالي. لعب مع Northern Districts men's cricket team ‏ وفريق جنوب أستراليا للكريكت ‏ وMelbourne Renegades ‏.

## وصلات خارجية
- نيكولاس فينتر على موقع إي آس بي آن كريك إنفو (الإنجليزية)